# Cahombo
Cahombo (auch Caombo) ist eine Kleinstadt und ein Landkreis in Angola.

## Geschichte
Der Kreis gehört zur Baixa de Cassanje, einer Region, die für ihren Aufstand am 4. Januar 1961 gegen die koloniale Ausbeutung bekannt wurde. Das portugiesische Militär half den Sicherheitskräften des belgisch-portugiesischen Baumwollunternehmens Cotonang dabei maßgeblich, den Aufstand niederzuschlagen. Bei dem Massaker wurden Tausende Arbeiter und Kleinbauern getötet. Das Ereignis wird häufig als erstes Startsignal zum portugiesischen Kolonialkrieg in Angola angesehen.
Der eigenständige Kreis Cahombo wurde 1968 geschaffen, unter Portugiesischer Kolonialverwaltung. Auch nach der Unabhängigkeit 1975 blieb es ein eigenständiger Landkreis.

## Verwaltung
Cahombo ist Sitz eines gleichnamigen Landkreises (Município) in der Provinz Malanje. Der Kreis umfasst eine Fläche von 5690 km² und hat 18.362 Einwohner (hochgerechnete Schätzung 2014). Die Volkszählung 2014 soll fortan gesicherte Bevölkerungsdaten liefern.
Der Kreis Cahombo setzt sich aus vier Gemeinden (Comunas) zusammen:
- Bange Angola (auch Mbanji-ya-Angola)
- Cahombo (auch Caombo)
- Kambo Suinginge (auch Cambo Suinjiji)
- Mikanda (auch Micanda)

## Wirtschaft
Der Kreis ist landwirtschaftlich geprägt. Es herrscht Subsistenzwirtschaft vor, Hauptanbauprodukte sind Süßkartoffeln, Erdnüsse, Sesam, Bohnen und insbesondere Maniok. So wurde 2012 auf 578 Hektar Maniok bewirtschaftet, gefolgt von 56 Hektar Erdnüssen, 35 Hektar Bohnen und 6 Hektar Süßkartoffeln. Zudem werden verstärkt auch Tomaten, Kohl und Möhren angebaut. Ein Grund für die positive Entwicklung der landwirtschaftlichen Produktion wird in den Krediten gesehen, die die Bank Banco Sol hier vergibt.
Nachdem vor der Unabhängigkeit 1975 hier überwiegend Baumwolle produziert wurde, soll sie in Zukunft hier wieder wirtschaftliche Impulse setzen. Etwa 100 kleinbäuerliche Familien haben nach offiziellen Angaben bekundet, zukünftig wieder Baumwolle anzupflanzen. Bisher werden jedoch fehlende Geräte und fehlende Infrastruktur als Hindernisse gesehen. So wurden alle Einrichtungen inklusive der Lagerkapazitäten der Cotonang im portugiesischen Kolonialkrieg (1961–1975) und im anschließenden angolanischen Bürgerkrieg (1975–2002) zerstört. Die Cotonang war ein belgisch-portugiesisches Unternehmen, das in der Region Anbau und Handel der Baumwolle kontrollierte. Es wurde für seine Ausbeutung bekannt, als sich Kleinbauern und Arbeiter am 4. Januar 1961 gegen die schlechte Bezahlung und Behandlung durch die Cotonang auflehnten und dabei einem Massaker zu tausenden zum Opfer fielen. Nach Abzug der Cotonang im Zusammenhang mit der Unabhängigkeit Angolas 1975 wurde der Baumwollanbau im Kreis weitgehend eingestellt.